# Mordfall der Brüder Apelt
Der Mordfall der Brüder Apelt sorgte Ende der 1980er-Jahre in den Vereinigten Staaten für Aufsehen. Die in Düsseldorf gebürtigen Brüder Michael Apelt (* 28. Februar 1960) und Rudi Apelt (* 1. August 1963; † 26. April 2022) wurden in den USA wegen des im Dezember 1988 verübten Mordes an Cindy M. zum Tode verurteilt. Die Strafe gegen Rudi Apelt wurde 2009 aufgrund seiner geistigen Behinderung in eine lebenslange Haftstrafe umgewandelt.

## Die Tat
Im Jahre 1988 beschlossen Michael und Rudi Apelt, die in Deutschland schon ein erhebliches Vorstrafenregister hatten, in die Vereinigten Staaten zu reisen, um dort für Michael eine Frau zu suchen. Geplant war, nach der Hochzeit eine Lebensversicherung für sie zu seinen Gunsten abzuschließen, um sie danach umzubringen und die Versicherungssumme zu kassieren.
Am 10. August 1988 flogen die beiden Brüder in Begleitung von Rudis Ehefrau und Michaels Ex-Freundin nach San Diego, Kalifornien. Sie stiegen in einem Motel ab und machten sich sofort auf die Suche nach einer geeigneten Frau für Michael. In einem Nachtclub trafen die Brüder auf Cheryl R. und Trudy W. aus Phoenix, Arizona, und gaben sich ihnen gegenüber als Surfbrett-Hersteller und Importeure für Mercedes aus. Am Ende des Abends gaben die beiden Frauen den Brüdern ihre Adresse und Telefonnummer aus Phoenix.
Einige Zeit später flogen Rudi und Michael nach Phoenix und wurden dort von Cheryl R. abgeholt und zu einem Hotel gebracht. Nach einigen Wochen flogen die beiden zurück nach San Diego, um kurz darauf zusammen mit Michaels Ex-Freundin wieder nach Phoenix zu fliegen. Rudis Ehefrau flog nach Deutschland zurück.
Am 6. Oktober ergab sich dann die Gelegenheit, auf die die Brüder gewartet hatten. In einer Bar in Mesa trafen sie auf Annette C. und gaben sich als Computer- und Bankexperte aus, die Urlaub machten. Schon am nächsten Tag rief Rudi sie an und verabredete sich noch für denselben Abend mit ihr. Zu diesem Treffen brachte Annette C. ihre Freundin Cindy M. und Rudi seinen Bruder mit.
Michael verbrachte den ganzen Abend mit Cindy und sagte ihr „You're the woman I want to marry“. Alle vier sahen sich von da an regelmäßig. Misstrauen regte sich bei den Freundinnen, als nach einem Besuch der Apelt-Brüder in Cindys Apartment 100 Dollar fehlten. Sie riefen im Holiday Inn an, wo die Brüder angeblich abgestiegen waren, und erfuhren, dass man sie dort nicht kannte. Nach einigen weiteren Anrufen fanden die beiden Frauen heraus, dass die Brüder im Motel 6 wohnten. Dorthin begaben sich Annette C. und Cindy M., trafen aber nur auf Michaels Ex-Freundin, die sich als gute Bekannte der Familie ausgab.
Am nächsten Tag trafen sich die Brüder wieder mit den beiden Frauen und erklärten ihnen, dass sie aufgrund ihrer Nachfragen ihre Jobs verloren hätten. Die Freundinnen entschuldigten sich und boten zur Wiedergutmachung an, sie zu heiraten, was die Brüder gerne annahmen. Die Beziehung zwischen Rudi und Annette ging aber kurz darauf auseinander, als Annette mitbekam, dass die Ex-Freundin von Michael für Rudi mehr war als nur eine „gute Freundin“. Rudi zog sich erst einmal zurück und Michael erzählte den beiden Frauen, dass Rudi nach Deutschland zurückgereist sei.
Am 28. Oktober 1988 heiraten Michael und Cindy in Las Vegas.
10 Tage nach der Hochzeit überzeugte Michael seine Frau davon, eine hohe Lebensversicherung abzuschließen. Angedacht war die Summe von 1.000.000 Dollar. Cindy war davon überzeugt, dass es sich um eine in Deutschland übliche Vorgehensweise bei Hochzeiten handelte. Letztlich wurde eine Versicherung über 400.000 Dollar abgeschlossen. Begünstigte waren im Todesfall von Cindy M. die Apelt-Brüder. Die ersten Raten wurden von Cindy per Scheck selber bezahlt.
Der erste Tag, an dem die Versicherung in Anspruch genommen werden konnte, war der 22. Dezember 1988. Am 23. Dezember 1988 fuhr Michael Apelt mit seiner Frau in die Wüste bei Apache Junction. Rudi und die Ex-Freundin von Michael folgten heimlich in einem zweiten Wagen. Cindy M. starb am 23. Dezember 1988 an den Folgen mehrerer Messerstiche in den Oberkörper und durchtrennter Kehle. Ihre Leiche wurde am Abend des 24. Dezember 1988 in der Wüste gefunden.
Die Polizei wurde aufgrund der abgeschlossenen Versicherung auf die Apelt-Brüder und die Ex-Freundin aufmerksam. Auch die Versuche des Trios, falsche Fährten zu legen, rückten sie in den Fokus der Ermittlungen. Anfang Januar 1989 wurden die drei in Cindys Apartment festgenommen. Nach dem Einzelverhör der Ex-Freundin und der in Aussicht gestellten Straffreiheit stellte sie sich als Kronzeugin zur Verfügung.

## Prozess
Die Prozesse gegen Michael und Rudi Apelt fanden vor dem Superior Court of Arizona statt.
Michael Apelts Ex-Freundin sagte als Kronzeugin gegen die Brüder aus. Ihr wurde dafür völlige Straffreiheit zugesichert. Sie belastete mit ihrer Aussage Michael Apelt sehr schwer. Bei Rudi Apelt habe sie weder ein Messer noch blutige Hände gesehen. Auch berichtete sie über gemeinsame Treffen, bei denen die Tat geplant wurde.
Rudi Apelt wurde in seinem Prozess ein von seinen eigenen Anwälten beauftragter Sachverständiger zum Verhängnis. Dieser legte dar, dass Cindy M. entgegen der bisherigen Annahme nur von einem Täter ermordet wurde und dass der Täter Rechtshänder sei. Sein Bruder Michael ist aber Linkshänder. Die Geschworenen waren von der Beweisführung des Gutachters überzeugt. Schließlich wurde er ja von der Verteidigung bestellt.
Michael Apelt wurde am 10. August 1990 zum Tode verurteilt und sitzt seitdem in der Todeszelle. Als erster Exekutionstermin war der 5. Juni 1998 vorgesehen. Ein eingeleitetes bundesrechtliches Berufungsverfahren bewirkte einen Aufschub der Hinrichtung.
Im Oktober 2018 wurde ein im Dezember 2017 angestrebtes Wiederaufnahmeverfahren nach erneuter Prüfung en banc abgelehnt. Drei der Richter sprachen sich in einem Minderheitsvotum für eine Wiederaufnahme aus. Das Argument der Wiederaufnahme war die unstrittige, eklatante Inkompetenz von Apelts früherem Verteidiger, der es versäumt hatte, Beweise für Apelts schwierige Kindheit vorzulegen.
Rudi Apelt wurde am 8. Januar 1991 zum Tode verurteilt. Seine Strafe wurde allerdings 2009 von der Richterin Silvia Arellano aufgrund seiner geistigen Behinderung in eine lebenslange Haftstrafe umgewandelt. Diese saß er bis zu seinem Tod am 26. April 2022 ab.
In der deutschen und amerikanischen Presse wurde immer wieder über diese Fälle berichtet.

### Kritik an der Prozessführung
Amnesty International Deutschland kritisierte einen Verstoß gegen die Wiener Konvention, da das deutsche Konsulat nicht darüber unterrichtet wurde, dass zwei deutsche Staatsangehörige in den Vereinigten Staaten vor Gericht standen. Nach Artikel 36 der Wiener Konvention hätte das deutsche Konsulat zwingend bereits zum Zeitpunkt der Festnahme informiert werden müssen. Amnesty kritisiert weiter, dass es so nicht möglich war, gute Anwälte und Gutachter zu stellen und somit zu verhindern, dass die Prozesse der Apelt-Brüder mit ständig wechselnden und schlecht vorbereiteten Pflichtverteidigern durchgeführt wurden.
Die Dolmetscherin der Prozesse, deren Qualifikation vor allem darin bestand, zum Bekanntenkreis des Richters Robert Bean zu gehören, gab zu, sie „verstehe keine Rechtsterminologie“.
Die Gutachten aus dem Jahre 2009, die zur Umwandlung des Todesurteils von Rudi Apelt in eine lebenslange Gefängnisstrafe führten, hätten nach Angaben von Experten bereits im Verlauf der erstinstanzlichen Prozesse eingefordert werden müssen.
Das Auswärtige Amt und auch das deutsche Generalkonsulat verfolgen die beiden Fälle mittlerweile. Eine weitere Stellungnahme zu den Erfolgsaussichten erfolgte aber mit Verweis auf ein schwebendes Verfahren nicht.